# Viseu Dão-Lafões
Viseu Dão-Lafões ist eine portugiesische Subregion im Norden der Region Centro. Im Jahr 2021 verzeichnete die Subregion 252.984 Einwohner und eine Bevölkerungsdichte von 78 Einwohner pro km2. Die im Jahr 2008 gegründete Subregion hat eine Fläche von 3.238 km2, welche sich in 14 Kreise und 156 Gemeinden unterteilen lässt. Die Hauptstadt der Subregion ist die Stadt Viseu, die mit 99.561 Einwohnern in der gesamten Gemeinde und 59.469 Einwohnern im Stadtgebiet die größte Stadt der Subregion und die drittgrößte Stadt der Region Centro ist. Sie grenzt im Nordwesten an die Metropolregion Porto, im Norden an die Subregion Tâmega e Sousa, im Nordosten an die Subregion Douro, im Osten an die Subregion Beiras e Serra da Estrela, im Süden an die Subregion Região de Coimbra und im Westen an die Subregion Região de Aveiro.

## Kreise
Die Subregion besteht aus den folgenden 14 Kreise:
- Aguiar da Beira
- Carregal do Sal
- Castro Daire
- Mangualde
- Nelas
- Oliveira de Frades
- Penalva do Castelo
- Santa Comba Dão
- São Pedro do Sul
- Sátão
- Tondela
- Vila Nova de Paia
- Viseu
- Vouzela

## Demografie

### Einwohner
Die Volkszählung 2021 zeigt, dass in der Subregion die Einwohnerzahl auf 252.796 gesunken ist, im Vergleich zu dem Jahr 2011, wo die Einwohnerzahl bei 267.728 lag und im Jahre 2001, wo die Einwohnerzahl bei 275.934 lag. Castro Daire und Viseu sind die einzigen der 14 Kreise, die einen Anstieg verzeichneten, hingegen die anderen 12 Kreise eine Minderung verzeichneten.
| Kreis              | Einwohner | Einwohner | Einwohner | Fläche in km2 | Bevölkerungs- dichte in km2 |
| Kreis              | 2001      | 2011      | 2021      | Fläche in km2 | Bevölkerungs- dichte in km2 |
| ------------------ | --------- | --------- | --------- | ------------- | --------------------------- |
| Aguiar da Beira    | 6.247     | 5.473     | 5.231     | 206,7 km2     | 25                          |
| Carregal do Sal    | 10.411    | 9.835     | 9.038     | 116,8 km2     | 77                          |
| Castro Daire       | 16.990    | 15.339    | 13.736    | 379,0 km2     | 36                          |
| Mangualde          | 20.990    | 19.880    | 18.303    | 219,2 km2     | 83                          |
| Nelas              | 14.283    | 14.037    | 13.124    | 125,7 km2     | 104                         |
| Oliveira de Frades | 10.584    | 10.261    | 9.510     | 147,4 km2     | 64                          |
| Penalva do Castelo | 9.019     | 7.956     | 7.333     | 134,3 km2     | 54                          |
| Santa Comba Dão    | 12.473    | 11.597    | 10.641    | 111,9 km2     | 95                          |
| São Pedro do Sul   | 19.083    | 16.851    | 15.137    | 348,9 km2     | 43                          |
| Sátão              | 13.144    | 12.444    | 11.026    | 201,9 km2     | 54                          |
| Tondela            | 31.152    | 28.946    | 25.914    | 371,2 km2     | 69                          |
| Vila Nova de Paia  | 6.141     | 5.176     | 4.662     | 175,5 km2     | 26                          |
| Viseu              | 93.501    | 99.369    | 99.561    | 507,1 km2     | 196                         |
| Vouzela            | 11.916    | 10.564    | 9.580     | 193,6 km2     | 49                          |
| Viseu-Dão Lafões   | 275.934   | 267.728   | 252.796   | 3.238 km2     | 78                          |